# Omar Sebastián Pérez
Omar Sebastián Pérez Marcos (Santiago del Estero, 29 marzo 1981) è un ex calciatore argentino, di ruolo centrocampista.

## Palmarès

### Club

#### Competizioni nazionali
- Campionato argentino: 1

Boca Juniors: Apertura 2000
- Campionato colombiano: 4

Atlético Junior: 2004-II
Santa Fe: 2012-I, 2014-II, 2016-II
- Súper Liga: 3

Santa Fe: 2013, 2015, 2017
- Copa Colombia: 1

Santa Fe: 2009

#### Competizioni internazionali
- Coppa Libertadores: 2

Boca Juniors: 2000, 2001
- Coppa Intercontinentale: 1

Boca Juniors: 2000
- Coppa Sudamericana: 1

Santa Fe: 2015
- Coppa Suruga Bank: 1

Santa Fe: 2016